# Eiderberg bei Freudenburg
Das Naturschutzgebiet Eiderberg bei Freudenburg liegt auf dem Gebiet des Landkreises Trier-Saarburg in Rheinland-Pfalz. Das 33,82 ha große Naturschutzgebiet, das mit Verordnung vom 5. Mai 1995 unter Naturschutz gestellt wurde, erstreckt sich östlich der Ortsgemeinde Freudenburg. Im nördlichen Bereich erhebt sich der 439 m hohe Eiderberg. Die Landesstraße L 131 verläuft unweit westlich und die L 133 unweit südlich. Es handelt sich um ein Gebiet mit artenreichen Kalkmagerrasen, Gebüschen, Gebüschsäumen, Orchideen und ehemaligen Kalksteinbrüchen.